# Färöischer Fußballpokal 1994
Der Färöische Fußballpokal 1994 fand zwischen dem 26. März und 3. August 1994 statt und wurde zum 40. Mal ausgespielt. Im Endspiel, welches im Gundadalur-Stadion in Tórshavn auf Kunstrasen ausgetragen wurde, siegte KÍ Klaksvík mit 2:1 gegen Titelverteidiger B71 Sandur und konnte den Pokal somit zum vierten Mal gewinnen. Zudem nahm KÍ Klaksvík dadurch an der Vorrunde vom Europapokal der Pokalsieger 1995/96 teil.
KÍ Klaksvík und B71 Sandur belegten in der Meisterschaft die Plätze vier und drei. Mit VB Vágur erreichte ein Zweitligist das Viertelfinale.

## Teilnehmer
Teilnahmeberechtigt waren folgende 22 A-Mannschaften der vier färöischen Ligen:
| 1. Deild | 2. Deild                                                       | 3. Deild | 4. Deild                                                                  |
| B36 Tórshavn B68 Toftir B71 Sandur EB/Streymur GÍ Gøta HB Tórshavn ÍF Fuglafjørður KÍ Klaksvík NSÍ Runavík TB Tvøroyri | FS Vágar LÍF Leirvík Royn Hvalba SÍ Sørvágur SÍ Sumba VB Vágur | Skála ÍF | AB Argir Æsir Vestmanna Fram Tórshavn Kaldbaks Bóltfelag Skansin Tórshavn |

## Modus
Sämtliche Erstligisten waren für die 2. Runde gesetzt. Die verbliebenen unterklassigen Mannschaften spielten in einer Runde die restlichen sechs Teilnehmer aus. Alle Runden wurden im K.-o.-System ausgetragen.

## 1. Runde
Die Partien der 1. Runde fanden am 26. und 27. März statt.
|               | Ergebnis   |                    |
| ------------- | ---------- | ------------------ |
| LÍF Leirvík   | 01:3 (1:0) | SÍ Sumba           |
| Fram Tórshavn | 00:9 (0:5) | FS Vágar           |
| Royn Hvalba   | 09:0 (5:0) | AB Argir           |
| SÍ Sørvágur   | 13:0 (5:0) | Kaldbaks Bóltfelag |
| Skála ÍF      | 06:0 (3:0) | Skansin Tórshavn   |
| VB Vágur      | 08:1 (2:1) | Æsir Vestmanna     |

## 2. Runde
Die Partien der 2. Runde fanden am 4. und 6. April statt.
|                 | Ergebnis  |             |
| --------------- | --------- | ----------- |
| FS Vágar        | 0:3 n. V. | HB Tórshavn |
| KÍ Klaksvík     | 4:0 (3:0) | Skála ÍF    |
| NSÍ Runavík     | 3:1 (1:0) | EB/Streymur |
| Royn Hvalba     | 0:2 (0:2) | B71 Sandur  |
| TB Tvøroyri     | 6:2 (2:1) | SÍ Sørvágur |
| VB Vágur        | 2:0 (1:0) | SÍ Sumba    |
| B36 Tórshavn    | 2:0 (1:0) | B68 Toftir  |
| ÍF Fuglafjørður | 0:2 (0:1) | GÍ Gøta     |

## Viertelfinale
Die Viertelfinalpartien fanden am 9. und 10. April statt.
|             | Ergebnis                         |              |
| ----------- | -------------------------------- | ------------ |
| B71 Sandur  | 2:1 (1:1)                        | TB Tvøroyri  |
| HB Tórshavn | 4:3 (3:0)                        | GÍ Gøta      |
| NSÍ Runavík | 2:1 (1:1)                        | B36 Tórshavn |
| VB Vágur    | 1:1 n. V. (1:1, 0:1) (3:4 i. E.) | KÍ Klaksvík  |

## Halbfinale
Die Hinspiele im Halbfinale fanden am 17. April statt, die Rückspiele am 12. Mai.
|             | Gesamt |             | Hinspiel  | Rückspiel            |
| ----------- | ------ | ----------- | --------- | -------------------- |
| HB Tórshavn | 4:7    | B71 Sandur  | 1:4 (1:2) | 3:3 (1:0)            |
| KÍ Klaksvík | 5:3    | NSÍ Runavík | 1:2 (1:2) | 4:1 n. V. (2:1, 1:0) |

## Finale
| Paarung        | B71 Sandur – KÍ Klaksvík |
| Ergebnis       | 1:2 (0:1) |
| Datum          | 3. August 1994 |
| Stadion        | Gundadalur, Tórshavn |
| Zuschauer      | 1800 |
| Schiedsrichter | Nemus Napoleon Djurhuus (Tórshavn) |
| Tore           | 0:1 Jákup Mikkelsen (39., Elfmeter) 0:2 Arnold Joensen (79.) 1:2 Eli Hentze (83., Elfmeter) |
| B71 Sandur     | Waldemar Nowicki – Bjarki Mohr, Sofus Clementsen, Ib Mohr Olsen, Niclas Joensen – Piotr Krakowski , Páll á Reynatúgvu, Rúni í Soylu (75. Jógvan Jón Petersen), Jóan Petur Clementsen – Torbjørn Jensen, Eli Hentze Cheftrainer: Piotr Krakowski ( Polen) |
| KÍ Klaksvík    | Jákup Mikkelsen – Poul Juul Wilhelmsen, Sámal Eyðfinn Akursmørk, Harley Bertholdsen, Kurt Mørkøre – Allan Joensen, Allan Mørkøre, John Hansen, Jan Joensen – Eyðun Klakstein, Arnold Joensen (85. Aksel Johannesen) Cheftrainer: Sverri Jacobsen         |
| Gelbe Karten   | keine – Jan Joensen, Allan Joensen |
| Platzverweise  | keine – Harley Bertholdsen (83.) |

## Torschützenliste
Bei gleicher Anzahl von Treffern sind die Spieler nach dem Nachnamen alphabetisch geordnet.
| Platz | Spieler                 | Verein      | Tore |
| ----- | ----------------------- | ----------- | ---- |
| 1     | Eli Hentze              | B71 Sandur  | 04   |
| 1     | Torbjørn Jensen         | B71 Sandur  | 04   |
| 1     | Birgir Joensen          | SÍ Sørvágur | 04   |
| 1     | Gunnar Mohr             | HB Tórshavn | 04   |
| 1     | Eyðun Svalbard          | TB Tvøroyri | 04   |
| 6     | Sigfríður S. Clementsen | HB Tórshavn | 03   |
| 6     | Janus Ellendersen       | Royn Hvalba | 03   |
| 6     | Jack Jacobsen           | NSÍ Runavík | 03   |
| 6     | Arnold Joensen          | KÍ Klaksvík | 03   |
| 6     | Jóhannis Joensen        | FS Vágar    | 03   |
| 6     | Eyðun Klakstein         | KÍ Klaksvík | 03   |
| 6     | Petur Ritter            | SÍ Sørvágur | 03   |